# Star-Crossed Lovers
Star-Crossed Lovers (deutsch etwa Liebende, unter einem Unstern geboren) ist ein Jazz-Instrumental von Duke Ellington und Billy Strayhorn, das in dieser Form 1957 veröffentlicht wurde und sich zum Jazzstandard entwickelte.

## Hintergrund
Strayhorn schrieb Star-Crossed Lovers für ein Konzert Ellingtons im Rahmen des Shakespearean Festival in Ontario. Auf Ellingtons Anregung griff er für die Komposition, die auf Romeo und Julia anspielen sollte, auf seinen eigenen Titel Pretty Girl zurück, den er adaptierte. Das Instrumental ist in der Liedform AABA verfasst. Strayhorn war sehr überrascht, als er feststellte, dass die adaptierte Komposition unter beider Namen veröffentlicht wurde.
In der Originalaufnahme vom 6. Dezember 1956 auf dem Album Such Sweet Thunder hat Johnny Hodges auf dem Altsaxophon den Part von Julia, Paul Gonsalves den Part von Romeo auf dem Tenorsaxophon.

## Wirkung
Der Diskograph Tom Lord listet 138 Coverversionen der Komposition, u. a. von Randy Weston, Fraser MacPherson, Pepper Adams, Art Farmer, Tommy Flanagan, Dave Liebman, Kenny Barron, Dollar Brand, Kenny Drew senior, John Hicks, Dave Frishberg, Fred Hersch, James Newton, Mal Waldron/Steve Lacy, Bill Kirchner, Kenny Burrell, Ed Schuller und Paolo Fresu. Auch Daniel Barenboim interpretierte die Komposition auf seinem Ellington-Tributalbum.